# Darcy Tucker
Darcy Tucker (Castor, Alberta, Kanada, 15. ožujka 1975.) kanadski je profesionalni hokejaš na ledu koji igra na poziciji lijevog / desnog krila. Trenutačno je član Colorado Avalanchea koji se natječe u NHL-u.

## Klupska karijera
Tucker karijeru započinje 1991. godine u WHL-u zaigravši za klub Kamloops Blazers. U klubu provodi četiri vrlo uspješne sezone pri čemu upisuje 379 bodova u 223 utakmice u regularnom dijelu sezona, odnosno, 150 pogodaka i 229 asistencija. U sve četiri sezone s Blazersima igra u doigravanju te u tri navrata (1992., 1994. i 1995.) osvaja Memorial Cup. U prvu momčad Memorial Cupa uvršten je u posljednja dva doigravanja s Blazersima, dok nagradu Stafford Smythe Memorial Trophy dobiva u sezoni 1993./94. Iste sezone uvršten je i u prvu momčad CHL-a.

### Montreal Canadiens (1995. – 1998.)
Na draftu 1993. godine u 6. krugu kao 151. izbor odabrali su ga Montreal Canadiens. Dvije godine kasnije potpisuje ugovor s Canadiensima za koje odigrava tek tri utakmice, a ostatak sezone provodi na dodatnom kaljenju u tadašnjoj AHL podružnici Fredericton Canadiens. Na kraju kaljenja u AHL-u osvaja i nagradu Dudley Red Garrett za Najboljeg novaka Nakon toga ulazi u prvu momčad Montreal Canadiensa, ali ne uspijeva ostvariti ni približne rezultate iz juniorskih dana.

### Tampa Bay Lightning (1998. – 2000.)
Oko sredine sezone 1997./98. prelazi u klub Tampa Bay Lightning koji ga dovodi zajedno sa suigračima Stephaneom Richerom i Davidom Wilkieom u razmjeni s Montreal Canadiensima koji su pak doveli Patricka Poulina, Igora Ulanova i Micka Vukotu. U Tampa Bayu provodi tri sezone zabilježivši 91 bod u 167 utakmica u regularnom dijelu sezona. Međutim, ni tu nije dugo ostao. Naime, u drugom dijelu sezone 1999./00. napušta klub.

### Toronto Maple Leafs (2000. – 2008.)
Tucker u Toronto Maple Leafs dolazi 2000. godine u razmjeni s Tampa Bay Lightningom za Mikea Johnsona. U razmjeni je Lightning dao i 4. izbor na draftu 2000. godine. Iako je i dalje ostao na istoj razini nastupa ipak provodi osam sezona u Torontu, pri čemu s klubom u pet navrata nastupa i u doigravanju. U dresu Maple Leafsa odigrao je 531 utakmicu u regularnom dijelu sezona prikupivši 319 bodova. U istom dresu u doigravanjima upisuje 21 bod u 58 utakmica. U petoj utakmici prvog kruga doigravanja 2002. godine protiv New York Islandersa Tucker je jednim svojim neslavnim potezom navukao gnjev navijača s Long Islanda. Naime, Tucker je bočnim napadom tijela strgao ligamente lijevog koljena kapetanu Islandersa Michaelu Peci koji je zbog te ozljede morao propustiti ostatak doigravanja te početak nove sezone. Tucker za taj čin nije dobio nikakvu kaznu od vodstva NHL-a. Za vrijeme sezonske stanke 2006. godine Maple Leafsi su doveli Pecu u klub na jednu sezonu. 24. lipnja 2008. godine postaje slobodan igrač nakon što je klub otkupio ostatak njegovog ugovora.

### Colorado Avalanche (2008. - danas)
1. srpnja 2008. godine potpisuje dvogodišnji ugovor, vrijedan 4,5 milijuna dolara, s Colorado Avalancheom. U prvoj sezoni odigrava 63 utakmica te prikuplja prilično slabih 16 bodova.

## Statistika karijere
| 1991./92.       | Kamloops Blazers      | WHL             | 26  | 3   | 10  | 13  | 42   | 9  | 0  | 1  | 1  | 16 |
| 1992./93.       | Kamloops Blazers      | WHL             | 67  | 31  | 58  | 89  | 155  | 13 | 7  | 6  | 13 | 34 |
| 1993./94.       | Kamloops Blazers      | WHL             | 66  | 52  | 88  | 140 | 143  | 19 | 9  | 18 | 27 | 43 |
| 1994./95.       | Kamloops Blazers      | WHL             | 64  | 64  | 73  | 137 | 94   | 21 | 16 | 15 | 31 | 19 |
| 1995./96.       | Fredericton Canadiens | AHL             | 74  | 29  | 64  | 93  | 174  | 7  | 7  | 3  | 10 | 14 |
| 1995./96.       | Montreal Canadiens    | NHL             | 3   | 0   | 0   | 0   | 0    | —  | —  | —  | —  | —  |
| 1996./97.       | Montreal Canadiens    | NHL             | 73  | 7   | 13  | 20  | 110  | 4  | 0  | 0  | 0  | 0  |
| 1997./98.       | Montreal Canadiens    | NHL             | 39  | 1   | 5   | 6   | 57   | —  | —  | —  | —  | —  |
| 1997./98.       | Tampa Bay Lightning   | NHL             | 35  | 6   | 8   | 14  | 89   | —  | —  | —  | —  | —  |
| 1998./99.       | Tampa Bay Lightning   | NHL             | 82  | 21  | 22  | 43  | 176  | —  | —  | —  | —  | —  |
| 1999./00.       | Tampa Bay Lightning   | NHL             | 50  | 14  | 20  | 34  | 108  | —  | —  | —  | —  | —  |
| 1999./00.       | Toronto Maple Leafs   | NHL             | 27  | 7   | 10  | 17  | 55   | 12 | 4  | 2  | 6  | 15 |
| 2000./01.       | Toronto Maple Leafs   | NHL             | 82  | 16  | 21  | 37  | 141  | 11 | 0  | 2  | 2  | 6  |
| 2001./02.       | Toronto Maple Leafs   | NHL             | 77  | 24  | 35  | 59  | 92   | 17 | 4  | 4  | 8  | 38 |
| 2002./03.       | Toronto Maple Leafs   | NHL             | 77  | 10  | 26  | 36  | 119  | 6  | 0  | 3  | 3  | 6  |
| 2003./04.       | Toronto Maple Leafs   | NHL             | 64  | 21  | 11  | 32  | 68   | 12 | 2  | 0  | 2  | 14 |
| 2005./06.       | Toronto Maple Leafs   | NHL             | 74  | 28  | 33  | 61  | 100  | —  | —  | —  | —  | —  |
| 2006./07.       | Toronto Maple Leafs   | NHL             | 56  | 24  | 19  | 43  | 81   | —  | —  | —  | —  | —  |
| 2007./08.       | Toronto Maple Leafs   | NHL             | 74  | 18  | 16  | 34  | 100  | —  | —  | —  | —  | —  |
| 2008./09.       | Colorado Avalanche    | NHL             | 63  | 8   | 8   | 16  | 67   | —  | —  | —  | —  | —  |
| Sveukupno - NHL | Sveukupno - NHL       | Sveukupno - NHL | 876 | 205 | 247 | 452 | 1363 | 62 | 10 | 11 | 21 | 79 |

## Privatni život
1998. godine stupa u bračnu zajednicu sa Shannon Corson, sestrom Shaynea Corsona, bivšeg igrača NHL-a. Shayne i Darcy bili su suigrači u Maple Leafsima tri sezone. Tucker i supruga imaju dva sina, Colea i Caina, te kćer Owynn.

## Vanjske poveznice
- Profil na NHL.com
- Profil na The Internet Hockey Database